# Frans de Brauwer
François (Frans) de Brauwer (Maassluis, 29 april 1897 – Rotterdam, 2 april 1975) was een Nederlands biljarter. Hij nam in seizoen 1928–1929 deel aan het nationale kampioenschap driebanden in de ereklasse.

## Titel
- Nederlands kampioen: Driebanden groot: 2e klasse 1933–1934

## Deelname aan Nederlandse kampioenschappen in de Ereklasse
| Nr. | Kampioenschap        | Plaats   | Klassering | Alg. gemiddelde |
| --- | -------------------- | -------- | ---------- | --------------- |
| 1.  | Driebanden 1928–1929 | Den Haag | 8e         | 0,397           |